# Cyclisme aux Jeux bolivariens de 1970
Navigation
Édition précédente Édition suivante
Les épreuves de cyclisme des VI Jeux bolivariens de 1970 (en) se déroulent du vendredi 28 août au samedi 5 septembre 1970. Les compétitions voient la domination de la délégation colombienne qui remporte cinq des sept médailles d'or en jeu.

## Programme
Le programme initial des compétitions cyclistes est présenté ainsi :
- Vendredi 28 août à 18h30 :
  - Kilomètre
- Samedi 29 août à 19h00 :
  - Qualifications de la vitesse et de la poursuite individuelle
- Dimanche 30 août à 18h00 :
  - Finales de la vitesse et de la poursuite individuelle
- Lundi 31 août à 19h00 :
  - Qualifications de la poursuite par équipes
- Mardi 1er septembre à 19h00 :
  - Finale de la poursuite par équipes
- Jeudi 3 septembre à 8h00 : 
  - 100 km contre-la-montre par équipes
- Samedi 5 septembre à 8h00 : 
  - Course en ligne : 183 km

## Podiums

### Cyclisme sur piste
| Épreuve                 | Or                                                                           | Argent              | Bronze               |
| ----------------------- | ---------------------------------------------------------------------------- | ------------------- | -------------------- |
| Kilomètre               | Luis Carlos Saldarriaga (en)                                                 | Omar Palomino       | Carlos Espinoza (en) |
| Vitesse                 | Daniel Larreal                                                               | Jairo Díaz (en)     | Augusto Ríos         |
| Poursuite individuelle, | Luis Hernán Díaz                                                             | Vicente Laguna (es) | Jaime Pozo (de)      |
| Poursuite par équipes   | Colombie Álvaro Pachón Luis Hernán Díaz Jaime Galeano (es) José Ramón Garcés | Pérou               | Venezuela            |

### Cyclisme sur route
| Épreuve                             | Or                                                                           | Argent                                                        | Bronze        |
| ----------------------------------- | ---------------------------------------------------------------------------- | ------------------------------------------------------------- | ------------- |
| 100 km contre-la-montre par équipes | Colombie Álvaro Pachón Rafael Antonio Niño Luis Hernán Díaz Asdrúbal Salazar | Venezuela                                                     | Panama        |
| Course en ligne individuelle        | Álvaro Pachón                                                                | Jaime Galeano (es)                                            | Rafael Peraza |
| Course en ligne par équipes         | Venezuela Rafael Peraza Alvarado César Sánchez                               | Colombie Álvaro Pachón Jaime Galeano (es) Rafael Antonio Niño | Panama        |

## Déroulement des championnats
Les compétitions du tournoi de cyclisme des VI Juegos Bolivarianos commence le vendredi 28 août 1970, avec des sessions nocturnes pour la piste. Celles-ci s'annoncent de courte durée vu le nombre de concurrents très restreint. La sélection colombienne pour ce sport est annoncée comme la plus forte de la délégation colombienne aux Jeux. Les entraînements sur la piste du stade olympique renforcent la confiance des observateurs colombiens. La cérémonie inaugurale des championnats de cyclisme commence avec le défilé des cinq pays participants. La Bolivie n'ayant inscrit aucun compétiteur dans ce sport. Puis les drapeaux des délégations sont hissés et leurs hymnes retentissent avant que les concurrents puissent entrer en action.

### 28 août: kilomètre
Le Colombien Luis Carlos Saldarriaga (en) s'adjuge la première médaille d'or en cyclisme des Jeux.
La compétition qui inaugure le championnat est celle des mille mètres contre-la-montre.
La veille, le programme présente l'ordre de départ des concurrents. Au nombre de huit, ils doivent s'élancer ainsi :

1. Carlos Pisorno  Venezuela

2. Fernando Ayala  Panama

3. Luis Carlos Saldarriaga (en)  Colombie

4. Vicente Laguna (es)  Venezuela

5. Carlos Espinoza (en)  Pérou

6. Omar Palomino  Colombie

7. Antonio Shen  Panama

8. Silvio Marchese  Pérou

Toutefois, le concurrent péruvien Marchese, pourtant bien présent lors du défilé, déclare forfait au dernier moment, pour raisons de santé.
Devant un nombreux public, la compétition se termine par un doublé des coureurs colombiens. Luis Carlos Saldarriaga, avec un temps de 1 min 11 s 78, devance son coéquipier Omar Palomino, qui réalise lui 1 min 12 s 22. La médaille de bronze échoit au Péruvien Carlos Espinoza, qui effectue l'exercice solitaire du kilomètre départ arrêté en 1 min 13 s 66. Saldarriaga établit par là-même un nouveau record bolivarien.
Classement du kilomètre départ arrêté contre-la-montre
| Pos | Nom                          | Pays     | Temps         |
| --- | ---------------------------- | -------- | ------------- |
|     | Luis Carlos Saldarriaga (en) | Colombie | 1 min 11 s 78 |
|     | Omar Palomino                | Colombie | 1 min 12 s 22 |
|     | Carlos Espinoza (en)         | Pérou    | 1 min 13 s 66 |

### 30et31 août: poursuite individuelle
Le Colombien Luis Hernán Díaz ajoute une deuxième médaille d'or au bilan de sa sélection.
En raison de la pluie, les épreuves de qualifications prévues le samedi 29 août ont été annulées et reportées au lendemain.
Cinq coureurs se disputent le titre en poursuite individuelle :

Vicente Laguna (es)  Venezuela

Fernando Cuenca (en)  Pérou

Jaime Pozo (de)  Équateur

Eriberto Rodríguez  Panama

Luis Hernán Díaz  Colombie

Deux changements sont à relever par rapport à la liste initiale des engagés, les concurrents équatorien et panaméen inscrits étaient respectivement Jaime Parra et Antonio Shen.
Dans la matinée du 30 août, les compétiteurs courent une première poursuite en contre-la-montre pour établir un classement au temps, qui éliminera un coureur et qualifiera les autres pour les demi-finales. Relativement aux "chronos" réalisés, le Panaméen ayant terminé avec le moins bon temps des cinq est éliminé.
En soirée, la première demi-finale voit le Colombien Luis Hernán Díaz, meilleur temps des éliminatoires, rejoindre le Péruvien Fernando Cuenca, à quelque quatre cent mètres du but. Poursuivant sur sa lancée, Díaz réalise le temps de 4 min 58 s 67. Cette marque constitue le nouveau record des Jeux bolivariens. La performance est saluée par les directeurs sportifs. Luis Hernán devient, grâce à ce temps, un rival sérieux et possible successeur à Martín Emilio Rodríguez. Il apparaît ainsi logiquement le favori de la finale, disputée le lendemain en matinée. Dans l'autre demi-finale, le Vénézuélien Vicente Laguna dispose également facilement de l'Équatorien Jaime Pozo, en effectuant sa poursuite en 5 min 13 s 15. Pozo et Cuenca se retrouveront le lendemain pour se disputer la médaille de bronze tandis que Laguna et Díaz iront chercher l'or.
| Pos | Noms                 | Pays      | Temps         | Notes |
| --- | -------------------- | --------- | ------------- | ----- |
| 1   | Luis Hernán Díaz     | Colombie  | 5 min 10 s 55 | q     |
| 2   | Vicente Laguna (es)  | Venezuela | 5 min 15 s 70 | q     |
| 3   | Jaime Pozo (de)      | Équateur  | 5 min 27 s 40 | q     |
| 4   | Fernando Cuenca (en) | Pérou     | 5 min 27 s 60 | q     |
| 5   | Eriberto Rodríguez   | Panama    | 5 min 39 s 75 |       |

| Pos | Noms                 | Pays      | Temps         | Notes |
| --- | -------------------- | --------- | ------------- | ----- |
| 1   | Luis Hernán Díaz     | Colombie  | 4 min 58 s 67 | Q     |
| 2   | Fernando Cuenca (en) | Pérou     | rejoint       |       |
| 1   | Vicente Laguna (es)  | Venezuela | 5 min 13 s 15 | Q     |
| 2   | Jaime Pozo (de)      | Équateur  | -             |       |

| Pos | Nom                  | Pays     | Temps        |
| --- | -------------------- | -------- | ------------ |
|     | Jaime Pozo (de)      | Équateur | 5 min 15 s 5 |
| 4   | Fernando Cuenca (en) | Pérou    | distancé     |

| Pos | Nom                 | Pays      | Temps        |
| --- | ------------------- | --------- | ------------ |
|     | Luis Hernán Díaz    | Colombie  | 5 min 7 s 81 |
|     | Vicente Laguna (es) | Venezuela | distancé     |

Le lendemain matin, les finales se disputent devant un public clairsemé, en raison de l'horaire précoce et car c'est un jour (lundi) travaillé. Luis Hernán Díaz et Jaime Pozo (de) remportent facilement leur match. Leurs adversaires n'étant jamais en mesure de leur contester leur suprématie. Le premier duel oppose l'Équatorien Jaime Pozo au Péruvien Fernando Cuenca (en). Prenant l'avantage dès le départ, Pozo remporte la confrontation largement, en réalisant 5 min 15 s 5. Il s'adjuge la médaille de bronze.
Puis vient le match pour les médailles d'or et d'argent. Luis Hernán Díaz, grand favori de l'épreuve, exerce une totale domination sur son adversaire, qui termine à une vingtaine de mètres. Díaz effectue l'exercice chronométré en 5 min 7 s 81. Ainsi la délégation colombienne remporte sa deuxième médaille d'or en autant d'épreuves disputées.

### 30et31 août: vitesse individuelle
Le Vénézuélien Daniel Larreal remporte la médaille d'or.
En raison de la pluie, les épreuves de vitesse prévues le samedi 29 août ont été annulées et reportées au lendemain.
Le 27 août, le programme détaille la présence de huit concurrents :

Jairo Díaz (en)  Colombie

Daniel Larreal  Venezuela

Manuel Guzmán  Colombie

Augusto Ríos  Venezuela

Carlos Espinoza (en)  Pérou

Antonio Shen  Panama

Silvio Marchese  Pérou

Carlos Quintero  Panama

Dans la matinée du 30 août, les épreuves de vitesse individuelle commencent par les séries éliminatoires. Le Vénézuélien Daniel Larreal remporte le premier duel face au Colombien Jairo Díaz. Ce succès confirme le statut de favori de la compétition qu'arbore Larreal. Dans le deuxième face-à-face colombo-vénézuélien, Augusto Ríos surprend le Cafetero Manuel Guzmán. Puis suivent deux oppositions Pérou-Panama, où les deux "pistards" péruviens Carlos Espinoza et Silvio Marchese s'imposent respectivement contre Antonio Shen et Carlos Quintero.  Les quatre compétiteurs défaits sont reversés en repêchages.
Jairo Díaz, de Colombie, s'y impose face au Panaméen Antonio Shen et son compatriote Manuel Guzmán en fait de même contre Carlos Quintero, du Panama. Les quatre vainqueurs des séries et les deux Colombiens se qualifient pour les quarts de finale. Les deux Panaméens sont éliminés.
Les trois confrontations des quarts de finale voient le succès de Manuel Guzmán aux dépens de Silvio Marchese et la victoire d'Augusto Ríos contre Carlos Espinoza. Tandis que Daniel Larreal bat de nouveau Jairo Díaz. Guzmán, Ríos et Larreal se qualifient pour les demi-finales alors que les perdants disputent une ultime manche de repêchage pour connaître le quatrième homme qualifié pour les demis. Dans ce sprint à trois, Jairo Díaz dispose de Marchese et Espinoza. Les Péruviens sont définitivement éliminés.
Ainsi deux Vénézuéliens affronteront deux Colombiens pour les médailles en jeu dans cette épreuve. Si le délégué colombien Vicente Restrepo n'avait pas soutenu qu'en vitesse individuelle, il est nécessaire d'avoir des repêchages, ses deux compatriotes auraient été éliminés dès le premier tour, battus qu'ils furent par leurs adversaires vénézuéliens. C'est après les manches de repêchages qu'ils peuvent accéder aux demi-finales.
| Pos | Noms                 | Pays      | Manche  | Notes |
| --- | -------------------- | --------- | ------- | ----- |
| 1   | Daniel Larreal       | Venezuela | 11 s 48 | Ǫ     |
| 2   | Jairo Díaz (en)      | Colombie  | -       |       |
| 1   | Augusto Ríos         | Venezuela | 12 s 1  | Ǫ     |
| 2   | Manuel Guzmán        | Colombie  | -       |       |
| 1   | Carlos Espinoza (en) | Pérou     | 14 s 25 | Ǫ     |
| 2   | Antonio Shen         | Panama    | -       |       |
| 1   | Silvio Marchese      | Pérou     | 12 s 44 | Ǫ     |
| 2   | Carlos Quintero      | Panama    | -       |       |

| Pos | Noms            | Pays     | Manche | Notes |
| --- | --------------- | -------- | ------ | ----- |
| 1   | Jairo Díaz (en) | Colombie | ✔️     | Ǫ     |
| 2   | Antonio Shen    | Panama   | -      |       |
| 1   | Manuel Guzmán   | Colombie | ✔️     | Ǫ     |
| 2   | Carlos Quintero | Panama   | -      |       |

| Pos | Noms                 | Pays      | Manche  | Notes |
| --- | -------------------- | --------- | ------- | ----- |
| 1   | Manuel Guzmán        | Colombie  | 12 s 26 | q     |
| 2   | Silvio Marchese      | Pérou     | -       |       |
| 1   | Augusto Ríos         | Venezuela | 12 s 37 | q     |
| 2   | Carlos Espinoza (en) | Pérou     | -       |       |
| 1   | Daniel Larreal       | Venezuela | 11 s 76 | q     |
| 2   | Jairo Díaz (en)      | Colombie  | -       |       |

| Pos | Noms                 | Pays     | Manche | Notes |
| --- | -------------------- | -------- | ------ | ----- |
| 1   | Jairo Díaz (en)      | Colombie | ✔️     | q     |
| 2   | Silvio Marchese      | Pérou    | -      |       |
| 3   | Carlos Espinoza (en) | Pérou    | -      |       |

| Pos | Nom             | Pays      | 1re manche | 2e manche | 3e manche | Notes |
| --- | --------------- | --------- | ---------- | --------- | --------- | ----- |
| 1   | Daniel Larreal  | Venezuela | ✔️         | -         | ✔️        | Q     |
| 2   | Manuel Guzmán   | Colombie  | -          | ✔️        | -         |       |
| 1   | Jairo Díaz (en) | Colombie  | ✔️         | ✔️        |           | Q     |
| 2   | Augusto Ríos    | Venezuela | -          | -         |           |       |

| Pos | Nom           | Pays      | 1re manche | 2e manche |
| --- | ------------- | --------- | ---------- | --------- |
|     | Augusto Ríos  | Venezuela | ✔️         | ✔️        |
| 4   | Manuel Guzmán | Colombie  | -          | -         |

| Pos | Nom             | Pays      | 1re manche | 2e manche |
| --- | --------------- | --------- | ---------- | --------- |
|     | Daniel Larreal  | Venezuela | ✔️         | ✔️        |
|     | Jairo Díaz (en) | Colombie  | -          | -         |

Le lendemain soir, avec un retard appréciable par rapport à l'horaire prévu, en raison de la durée du concours de saut à la perche, se disputent les demi-finales. Celles-ci comme d'ailleurs les finales sont des duels colombo-vénézuéliens. Le grand favori Daniel Larreal accède à la finale, en disposant en trois manches de Manuel Guzmán. Le Vénézuélien s'octroie la première. Dans la deuxième, le Colombien surprend le Criollo. Ce qui nécessite une troisième manche où Larreal impose sa supériorité. Dans l'autre demi-finale, Jairo Díaz (en) domine en deux manches Augusto Ríos.
Dans la même soirée, les médailles de la vitesse sont attribuées. Les deux duels voient la défaite des pistards colombiens face à leurs homologues vénézuéliens et la victoire logique de Daniel Larreal. Les deux finales se terminent l'une comme l'autre en deux manches (sans qu'il y ait besoin d'une troisième). Larreal gagne l'or face à Jairo Díaz, confirmant ses victoires en série éliminatoire et en quart de finale face à ce même adversaire. Tandis que son compatriote Augusto Ríos s'empare de la médaille de bronze aux dépens de Manuel Guzmán. 

### 31 août,1eret2 septembre: poursuite par équipes
La sélection colombienne remporte une troisième médaille d'or sur quatre possible dans l'épreuve de poursuite par équipes, dernière compétition de cyclisme sur piste des Jeux.
Le 27 août, le programme détaille la présence de seulement quatre sélections :

1.  Venezuela

2.  Pérou

3.  Panama

4.  Colombie

Les quatre formations inscrites s'élancent dans cet ordre, le premier soir, pour disputer une manche en contre-la-montre qui déterminera les confrontations en demi-finales du lendemain. La sélection colombienne effectue l'exercice en dernier. Ainsi le directeur sportif colombien Héctor Herrón demande à son quatuor de réaliser le moins bon temps des quatre pour affronter le Venezuela en demi-finales et lui interdire toute option sur la médaille d'argent. Ainsi le Venezuela, meilleur temps de ce tour qualificatif, avec 4 min 49 s 90 affrontera l'équipe au moins bon "chrono", la Colombie (5 min 22 s 75). Tandis que les quartets panaméen et péruvien s'opposeront pour une place en finale.
| Pos     | Pays      | Cyclistes                                                           | Temps         |
| ------- | --------- | ------------------------------------------------------------------- | ------------- |
| 1       | Venezuela | -                                                                   | 4 min 49 s 90 |
| [ n 5 ] | Panama    | -                                                                   | -             |
| [ n 5 ] | Pérou     | -                                                                   | -             |
| 4       | Colombie  | Luis Hernán Díaz Jaime Galeano (es) José Ramón Garcés Álvaro Pachón | 5 min 22 s 75 |

| Pos | Pays      | Cyclistes                                                           | Temps         | Notes |
| --- | --------- | ------------------------------------------------------------------- | ------------- | ----- |
| 1   | Colombie  | Luis Hernán Díaz Jaime Galeano (es) José Ramón Garcés Álvaro Pachón | 4 min 45 s 40 | Q     |
| 2   | Venezuela | -                                                                   | 4 min 53 s 25 |       |

| Pos | Pays   | Cyclistes | Temps        | Notes |
| --- | ------ | --------- | ------------ | ----- |
| 1   | Pérou  | -         | 4 min 57 s 8 | Q     |
| 2   | Panama | -         | 5 min 8 s 3  |       |

| Pos | Pays      | Cyclistes | Temps |
| --- | --------- | --------- | ----- |
|     | Venezuela | -         | ✔️    |
| 4   | Panama    | -         | -     |

| Pos | Pays     | Cyclistes                                                           | Temps        |
| --- | -------- | ------------------------------------------------------------------- | ------------ |
|     | Colombie | Álvaro Pachón Luis Hernán Díaz José Ramón Garcés Jaime Galeano (es) | 5 min 10 s 5 |
|     | Pérou    | -                                                                   | 5 min 13 s 9 |

Mardi 1er septembre devait être la dernière journée de compétition de cyclisme sur piste mais en raison d'une bruine persistante, la réunion est ajournée au lendemain 9h30. Cependant la première demi-finale a pu se disputer et a vu la nette victoire de la sélection colombienne, composée de Luis Hernán Díaz, de Jaime Galeano (es), de José Ramón Garcés et d'Álvaro Pachón. En réalisant 4 min 45 s 40, nouveau record bolivarien, les Colombiens disposent des Vénézuéliens, chronométrés en 4 min 53 s 25. Panaméens et Péruviens se retrouveront le lendemain matin pour disputer leur demi-finale. Lors de l'échauffement, le Panaméen Fernando Ayala chute lourdement, ce qui nécessite son transfert dans la salle des urgences du vélodrome où quatre points de suture à la tête lui sont apposés.
Le 2 septembre, dans la matinée, se déroule la deuxième demi-finale, ajournée la veille en raison de la pluie. L'équipe de poursuite péruvienne s'impose face aux Panaméens. Le quatuor panaméen s'est retrouvé diminué par l'abandon d'un des leurs vers la mi-course. L'écart s'est creusé au point d'échauffer l'esprit d'un coureur panaméen, qui a eu des propos déplacés au passage devant les juges. Celui-ci fut réprimandé une fois terminée l'épreuve. Le Pérou, chronométré en 4 min 57 s 8, rejoint la Colombie (qui a battu le Venezuela la veille) en finale, Panama finissant l'exercice en 5 min 8 s 3.
En finale, la sélection colombienne, composée d'Álvaro Pachón, de Luis Hernán Díaz, de José Ramón Garcés et de Jaime Galeano (es), s'impose de trois secondes et quarante centièmes face au quartet inca, en réalisant 5 min 10 s 5. Les commentateurs colombiens sont virulents quant à l'adversité proposée à leur équipe. Selon eux, « le déséquilibre fut total » entre une formation « très bonne » (la leur), celle du Venezuela, « à peine médiocre » et « deux qui n'avait rien à faire dans un tournoi international », le Pérou et le Panama.
De plus, la façon de disputer les séries par les quatre coureurs colombiens est encore commentée (En terminant quatrième, ils choisissaient d'affronter le Venezuela dès les demi-finales pour leur barrer la route de la finale). Héctor Herrón nie avoir eu l'idée de cette stratégie et déclare qu'elle incombe à ses coureurs. Ces derniers ont agi ainsi en réponse aux invectives qui descendaient des tribunes.

### 3 septembre: 100 km contre-la-montre par équipes
Les 100 km contre-la-montre par équipes, première épreuve de cyclisme sur route des Jeux, voit la victoire de la Colombie.
Le 27 août, le programme des compétitions indique quatre équipes inscrites pour cette première épreuve de cyclisme sur route. Celles-ci doivent s'élancer de trois en trois minutes. Mais la veille du départ se sont bien cinq formations qui sont annoncées :

 Venezuela

 Colombie

 Panama

 Pérou

 Équateur

Elles doivent effectuer sept fois un parcours, long de 14,285 kilomètres, tracé sur la voie rapide n° 1. Les favoris sont de nouveau les coureurs colombiens avec comme principaux rivaux, les Vénézuéliens. Prévu à 8h00 locales, le départ de l'épreuve a été longuement retardé, en raison de problèmes de transport,. Les véhicules qui devaient acheminer de la Villa Bolivariana au lieu de départ les délégations, les directeurs techniques et le personnel ne se sont pas présentés à l'horaire prévu. Cela eut pour conséquence que les deux derniers tours à parcourir le furent sous une forte chaleur. L'épreuve se déroule devant un public clairsemé. Plusieurs raisons à cela, la compétition a lieu en périphérie de la ville et puis le cyclisme n'est pas le sport le plus prisé à Maracaibo. Il est à constater aussi que le chronométrage officiel a connu quelques ratés. En l'absence de chronométrage électronique, les temps ont été relevés avec des montre-bracelets. Les deux personnes chargées d'additionner les temps ont, de plus, fait plusieurs erreurs d'arithmétique. Ce n'est que bien plus tard que celles-ci furent corrigées.
Sur les cinq équipes engagées, une seule n'est pas arrivée au terme de l'épreuve. La sélection du Pérou a d'abord subi le retrait de Fernando Cuenca (en) au quatrième tour puis celui de Saturnino Ramírez au sixième (pour une sévère déshydratation, nécessitant son hospitalisation), entraînant l'abandon de la formation. L'Équatorien Jaime Pozo (de) en a fait de même au terme de la quatrième révolution alors que le Panaméen Arquímides Jean est le premier à se retirer, à la fin du troisième tour. Ayant fait tomber son bidon, le Colombien Asdrúbal Salazar (d)  ne peut se réhydrater correctement. Victime d'une insolation, il doit abandonner ses compagnons au sixième tour. Tandis que le Venezuela est la seule équipe à terminer au complet.
Au premier passage sur la ligne d'arrivée, avec 19 min 3 s, le quatuor vénézuélien a vingt-trois secondes d'avance sur ses rivaux colombiens. Une révolution plus tard, les Colombiens passent en 38 min 26 s, ils sont désormais aux commandes de l'épreuve et ne les quitteront plus. Le Venezuela, passant en 39 min 7 s, perd 1 min 4 s sur ses adversaires en un peu plus de quatorze kilomètres. Les Colombiens ne sont plus inquiétés alors que les Vénézuéliens disputent un duel serré face aux Équatoriens pour la médaille d'argent. Ce match dans le match tourne à l'avantage des amphitryons. L'abandon d'Asdrúbal Salazar a pu causer une certaine préoccupation pour la délégation colombienne. En effet, une simple crevaison pouvait avoir des conséquences sur le classement final. Mais les hommes dirigés par Ricardo Zea finissent sans accroc l'épreuve avec 3 min 22 s d'avance sur le pays hôte. Panama s'adjuge la médaille de bronze alors que l'Équateur baisse de rythme au point de chuter hors du podium dans le dernier tour.
À la différence des commentateurs qui considère comme aisée la victoire du quatuor formé par Álvaro Pachón, Rafael Antonio Niño, Luis Hernán Díaz et Asdrúbal Salazar qui répondent ainsi à leur statut de favoris que leur avaient attribués les supporters et les critiques, ces derniers estiment que la médaille d'or fut difficile à aller chercher du fait de la concurrence des Vénézuéliens et d'un parcours plus dur qu'il n'y paraissait. Pour Niño, Pachón et Díaz, les deux derniers tours furent les plus durs, d'autant plus que Niño n'était plus aussi efficace,.
D'une part, la sélection colombienne conserve le titre acquis, par notamment Álvaro Pachón, cinq ans auparavant à Guayaquil, lors des V Jeux bolivariens de 1965 (es). D'autre part, grâce à cette victoire, Luis Hernán Díaz remporte sa troisième médaille d'or des Jeux. Tandis que le vainqueur du Tour de Colombie 1970, Rafael Antonio Niño honore sa première sélection internationale, par ce résultat positif,.
Classement des 100 km contre-la-montre par équipes,
| Pos | Pays      | Cyclistes                                                               | Temps           |
| --- | --------- | ----------------------------------------------------------------------- | --------------- |
|     | Colombie  | Álvaro Pachón Rafael Antonio Niño Luis Hernán Díaz Asdrúbal Salazar (d) | 2 h 21 min 29 s |
|     | Venezuela | -                                                                       | 2 h 24 min 51 s |
|     | Panama    | - Arquímides Jean                                                       | 2 h 27 min 11 s |
| 4   | Équateur  | - Jaime Pozo (de)                                                       | 2 h 28 min 23 s |
| Ab. | Pérou     | - Fernando Cuenca (en) Saturnino Ramírez                                | -               |

### 5 septembre: course en ligne
Álvaro Pachón s'impose dans un final spectaculaire.
À 7h30 (heure locale), la course en ligne clôt les épreuves cyclistes des VI Jeux bolivariens. Vingt coureurs sont inscrits, représentant cinq sélections : la Colombie, l'Équateur, le Panama, le Pérou et le pays hôte, le Venezuela (quatre compétiteurs par nations). La veille du départ, les commentateurs colombiens s'interrogent sur le côté « monotone » qu'offre un parcours sans relief de 185 km, qu'ils jugent, tout de même, épuisant pour les engagés. Il est en effet présenté comme un aller/retour de quatre-vingt-dix kilomètres, complètement plat. Les quatre compétiteurs colombiens Álvaro Pachón, Rafael Antonio Niño, Luis Hernán Díaz et Jaime Galeano (es), dont les trois premiers ont remporté les 100 km contre-la-montre par équipes, sont cités parmi les favoris. « En espérant un triomphe retentissant avec le gain des trois médailles en jeu », la presse colombienne s'interroge sur qui remportera la médaille d'or. Elle serait la quatrième pour Díaz, la troisième pour Pachón et la seconde pour Niño de ces Jeux.
Des vingt coureurs initialement inscrits seuls seize sont au départ. En effet, la sélection du Pérou déclare forfait en regard des résultats de l'épreuve des 100 km contre-la-montre par équipes, où l'équipe dut abandonner. Comme envisagé, les cent-trente premiers kilomètres sont monotones en raison de la topographie complètement plane. Dès le départ, le Panaméen Teodoro Castillo et Jaime Pozo (de), de l'Équateur prennent l'initiative de lancer les hostilités. Pendant cent-vingt kilomètres, les deux vont se relayer en tête de la course. Un effort qui parait démesuré et inutile aux observateurs et qui se reflète dans leur résultat final (respectivement quatorzième et septième). Les favoris de l'épreuve que sont les Vénézuéliens et les Colombiens semblent se désintéresser de la fugue au point qu'elle obtient près de six minutes d'avance. À ce moment-là, les poursuivants reçoivent l'ordre de mener une chasse plus vigoureuse. En cinq kilomètres, l'écart fond à 3 min 20 s.
À cinquante kilomètres de l'arrivée, Jaime Pozo se retrouve seul en tête, abandonné par Teodoro Castillo, épuisé, qui reçoit le soutien de son compatriote Arquímides Jean. Pozo a alors trente-cinq secondes d'avance sur le duo panaméen et 3 min 33 s sur le reste des concurrents. Constatant l'inanité de l'effort solitaire de l'Équatorien, son directeur sportif lui enjoint d'attendre les Panaméens pour unir leur effort et être plus efficace. Mais le peloton, se décidant enfin à organiser la chasse, les absorbe rapidement. Ainsi après tant d'efforts, les seize partants se retrouvent de nouveau ensemble. Les Colombiens établissent une tactique qui les voit attaquer en duo, Pachón avec Galeano et Díaz avec Niño. À vingt-cinq kilomètres de l'arrivée, Pachón et Galeano sont en tête avec deux Vénézuéliens Alvarado et Peraza tandis que, dans un deuxième groupe, roule de concert Díaz et Niño avec deux autres Vénézuéliens Villaroel et Sánchez.
À quelques kilomètres de l'arrivée au vélodrome, terme de l'épreuve, le Panaméen Reinaldo Cueto et les Équatoriens Pozo et Herrera s'unissent au groupe de tête. Certain de son fait, Álvaro Pachón entre dans le vélodrome en quatrième position. Il ne lui faut pas plus de cent mètres pour remonter et dépasser ses adversaires entrés dans le stade avec une légère avance. Pachón s'empare de la médaille d'or à l'issue du sprint, où son coéquipier Galeano termine deuxième et le Vénézuélien Peraza récupère la médaille de bronze.
À l'issue de la course, Álvaro Pachón confie avoir cru, à mi-course que la victoire pouvait échapper aux Colombiens. Mais grâce à une poursuite efficace, ils ont pu annihiler l'avantage laissé à l'échappée. Pour lui, les adversaires les plus dangereux étaient les Vénézuéliens, à domicile et les Panaméens. Par ailleurs, il loue la direction sportive de Ricardo Zea et déclare avoir utilisé un grand plateau de cinquante trois dents et une cassette allant de quatorze à dix-huit dents à l'arrière. Pachón révèle que la course, longue de 185 kilomètres, a été difficile. Ce que confirme Luis Hernán Díaz. Parti avec l'étiquette de favori, ce qu'il nie avoir été, il a souffert d'un marquage excessif de ses adversaires, en raison de cette pancarte. De plus, il se voit sérieusement retardé en étant dévié du parcours menant au vélodrome par un agent de police, étourdi.
Un septième podium, donnant une deuxième médaille d'or au Venezuela, est établi à l'issue de la course en ligne. Avant que ne soit instaurée l'épreuve des 100 km contre-la-montre par équipes, la compétition sur route décernait deux classements, un individuel et un par équipes. Avec l'arrivée de l'épreuve en contre-la-montre, le classement par équipes n'a plus lieu d'être et disparait de toutes les compétitions. Pourtant les organisateurs des Jeux décident de revenir sur cette position, en réintroduisant le classement par équipes de la course en ligne. Le délégué de l'Union cycliste internationale, Guillermo Ceballos critique publiquement cette façon de procéder et déclare que ce classement ne peut avoir de caractère officiel. Cette décision est au bénéfice de la sélection vénézuélienne qui récupère une deuxième médaille d'or en cyclisme. En effet, huit coureurs arrivent quasi dans le même temps dans le vélodrome, deux par nationalité présente, Colombie, Équateur, Panama et Venezuela. Ainsi le neuvième à franchir la ligne est déterminant pour la médaille d'or. Et c'est le troisième Vénézuélien César Sánchez qui arrive avec quelques précieuses secondes d'avance sur le troisième Colombien Rafael Niño pour permettre à sa délégation de s'octroyer une nouvelle médaille d'or.
Classement de la course en ligne
| Pos | Coureur            | Pays      | Temps              |
| --- | ------------------ | --------- | ------------------ |
|     | Álvaro Pachón      | Colombie  | en 4 h 53 min 15 s |
|     | Jaime Galeano (es) | Colombie  | à 2 s              |
|     | Rafael Peraza      | Venezuela | m.t.               |
| 4   | Reinaldo Cueto     | Panama    | m.t.               |
| 5   | Alvarado           | Venezuela | à 3 s              |
| 6   | José Herrera       | Équateur  | à 7 s              |
| 7   | Jaime Pozo (de)    | Équateur  | à 11 s             |
| 8   | Arquímides Jean    | Panama    | m.t.               |
| 9   | César Sánchez      | Venezuela | à 5 min 25 s       |
| 10  | Héctor Roca        | Pérou     | à 5 min 29 s       |

| Suite du classement (11-16) | Suite du classement (11-16) | Suite du classement (11-16) | Suite du classement (11-16) |
| Pos                         | Coureur                     | Pays                        | Temps                       |
| --------------------------- | --------------------------- | --------------------------- | --------------------------- |
| 11                          | Rafael Antonio Niño         | Colombie                    | à 5 min 29 s                |
| 12                          | Luis Villaroel              | Venezuela                   | m.t.                        |
| 13                          | Morales                     | Équateur                    | à 5 min 30 s                |
| 14                          | Teodoro Castillo            | Panama                      | à 5 min 31 s                |
| 15                          | Castro                      | Panama                      | à 5 min 32 s                |
| 16                          | Luis Hernán Díaz            | Colombie                    | à 5 min 40 s                |

## Tableau des médailles
Malgré les protestations de la presse colombienne et la critique formulée par le délégué de l'UCI, rien n'indique que le podium de la course en ligne par équipes n'ait pas été pris en compte dans le tableau des médailles. Ainsi ce sont vingt et une médailles qui ont été distribuées lors de ces Jeux.
| Rang  | Nation    | Or | Argent | Bronze | Total |
| ----- | --------- | -- | ------ | ------ | ----- |
| 1     | Colombie  | 5  | 4      | 0      | 9     |
| 2     | Venezuela | 2  | 2      | 3      | 7     |
| 3     | Pérou     | 0  | 1      | 1      | 2     |
| 4     | Panama    | 0  | 0      | 2      | 2     |
| 5     | Équateur  | 0  | 0      | 1      | 1     |
| Total | Total     | 7  | 7      | 7      | 21    |